# Gustavo Vera
Gustavo Javier Vera (Ciudad Autónoma de Buenos Aires, 24 de marzo de 1964) es un docente, político y activista social argentino. Es también el titular y fundador de la Fundación La Alameda, que lucha contra la trata de personas, el trabajo esclavo, la explotación infantil, el proxenetismo, el narcotráfico y el lavado de dinero.
Se desempeñó como Legislador porteño, tras haber encabezado en el año 2013 la lista de candidatos a legisladores de la Ciudad Autónoma de Buenos Aires por el Frente UNEN aunque en 2014 lo dejó y fundó su propio partido político, denominado Bien Común.
Fue precandidato a Jefe de Gobierno de la Ciudad Autónoma de Buenos Aires por el Movimiento para el Bien Común en las elecciones del año 2015 y precandidato a Legislador Porteño en las elecciones de 2017. En ninguna de las mencionadas elecciones obtuvo la cantidad mínima de votos que establece la Ley para participar de las elecciones generales. Su mandato como legislador finalizó el 10 de diciembre de 2017.
Involucrado en la actividad sindical, es coordinador nacional del "Frente Multisectorial 21 F" y hasta marzo de 2024 se desempeñó como titular del Comité Ejecutivo para la Lucha contra la Trata y Explotación de personas y para la Protección y Asistencia a las Víctimas dependiente de Jefatura de Gabinete de Ministros.

## Biografía
Gustavo Vera nació en Basavilbaso, Entre Ríos 1964, se crio en San Martín, provincia de Buenos aires, fue Scout (USCA) por 9 años en el Grupo Scout N® 239 Santa Teresita de Saenz Peña, estudió para ser maestro de escuela primaria en la Escuela Mariano Acosta, en 1985 y se dedicó a la docencia en escuelas públicas.

## Trayectoria como activista social
Gustavo Vera fue protagonista del movimiento de las asambleas barriales tras la crisis de diciembre de 2001 en Argentina, desde la asamblea popular "20 de Diciembre" que posteriormente se denominó "La Alameda" en Parque Avellaneda. La Alameda paso de Asamblea a ONG al conseguir conformar un centro comunitario, que al día de hoy brinda servicio de comedor a 150 vecinos y vecinas diariamente, y una cooperativa textil con costureros liberados de la esclavitud. La Fundación Alameda originalmente comenzó haciendo investigaciones y formulando denuncias, tanto en el orden judicial como administrativo, por el sistema de esclavitud en la industria textil. Luego, la enorme cantidad de denuncias y la visibilización e instalación generó que la organización comenzara a recibir numerosas denuncias de trata sexual y trata laboral rural e infantil en el campo.
La Alameda fue una de las ONG que más visibilizó la problemática de la trata y el trabajo esclavo en Argentina, y de las que más trabajó para lograr la sanción de la primera ley contra este delito en 2008, y su posterior reforma en 2012.
La organización de la cual Gustavo Vera es titular, en 2007-2008 fue la artífice, junto al Gobierno de la Ciudad y el INTI, de la creación del primer "Centro Demostrativo de Indumentaria" (CDI) donde trabajan dignamente más de un centenar de costureros en una decena de cooperativas que habían salido de talleres clandestinos y que hoy desarrollan su oficio bajo la supervisión técnica del INTI. Asimismo en el 2010-2012 lanzó la red de cooperativas "No Chains" (sin cadenas) en las que se asociaron para trabajar en red las cooperativas La Alameda (Argentina), Retorno a la Dignidad (Tailandia), Defend Job (Filipinas) y asociaciones de Hong Kong e Indonesia para lanzar campañas de producción de prendas sin trabajo esclavo confeccionadas por trabajadores que habían salido de situaciones de trabajo esclavo y forzoso.
Respecto a la temática trabajo esclavo rural, en el 2009-2010 a raíz de una investigación de la Alameda, sobre trabajo infantil y esclavo en campos frutihorticolas de Batán, el juez Federal Santiago Inchausti resolvió procesar por trata al dueño del campo y disponer del mismo para que las víctimas siguieran trabajando de manera digna y asociativa bajo supervisión directa del Estado y la justicia y que los niños fueran contenidos y escolarizados.
En el 2013 la Alameda junto a la Secretaria de Derechos Humanos de la CGT (Confederación General del Trabajo de la República Argentina) impulsaron la campaña nacional contra el trabajo esclavo y desde allí judicializaron más de 400 lugares de trabajo esclavo y forzoso y colaboraron con la justicia en la reutilización de máquinas textiles incautadas que fueron destinadas a la comunidad Qom en Formosa y Chaco y a centros de recuperación de víctimas de las adicciones para capacitarlos laboralmente. 
Desde el 2008 fueron acompañados en su tarea por el entonces Cardenal Jorge Bergoglio quien anualmente comenzó a organizar misas a favor de la asistencia a las víctimas de trata, en las que solía poner de relieve el drama de la esclavitud sexual, laboral e infantil en la Argentina y convocaba a luchar mancomunadamente contra la cultura del descarte. Ya como Papa Francisco, promovió internacionalmente la lucha contra la trata de personas como crimen de lesa humanidad y Gustavo Vera fue decenas de veces organizador de coloquios internacionales contra la trata y el crimen organizado que se desarrollaron en la Academia Ponticia para las Ciencias Sociales en colaboración con el Canciller de la misma, Monseñor Marcelo Sanchez Sorondo. 
Su labor incluye denuncias que tuvieron grandes incidencias en la política nacional e internacional.Más de un centenar de marcas de ropa nacionales e internacionales fueron denunciadas por la Fundación la Alameda ante la justicia por basar su producción en talleres clandestinos con trabajo esclavo.Alrededor de dos millares de prostíbulos fueron denunciados y la mayoría de ellos cerrados a instancias de las denuncias llevadas por Vera a la justicia. Asimismo, varios cientos de niños fueron rescatados de los campos mendocinos donde se dedicaban a la recolección de ajos en el 2009 luego de una investigación que realizaron costureros de la Alameda y que tuvo fuerte repercusión en la provincia que creó guarderías y reforzó normas para combatir el trabajo infantil. 
En el 2016, ya como legislador, Vera fue autor de la ley para cerrar los prostíbulos porteños que se disimulaban falsamente en pseudowiskerias. En su discurso dijo: "Votamos algo que tiene que ver con la libertad, la vida y la dignidad. Estos son delitos de Lesa Humanidad. Nos ocupamos de esta problemática antes de llegar a la Legislatura, estuvimos en el día a día con las víctimas y sufrimos 18 atentados”, precisó Vera en el recinto. Además, explicó: “Se demostró que estos locales de clase A violan no solo la legislación argentina sino también el estatuto de la ONU. La Comisión de Derechos Humanos prohíbe la trata en todas sus dimensiones”.
Su labor incluye denuncias que tuvieron grandes incidencias en la política nacional e internacional. En el marco de esta tarea, realizó denuncias contra figuras públicas, como Jorge Ibáñez, Juliana Awada, Benito Fernández, Eugenio Zaffaroni, etc., los talleres textiles clandestinos de la primera dama Juliana Awada, los vínculos del exmiembro de la Secretaría de Inteligencia (SIDE) y zar de la trata y proxenetismo Raúl Martíns en el financiamiento de la campaña de Mauricio Macri, exjefe de Contrainteligencia de la SIDE Jaime Stiusso por enriquecimiento ílicito, el o las grandes marcas de ropa nacionales, Kosiuko, SOHO, o los grande modistas como Graciela Naum (que proveía a Máxima Zorreguieta), e internacionales incluyendo a Zara, Puma y Adidas, implicadas en la trata y la esclavitud. Denunció a la firma Cheeky de Juliana Awada por producir prendas en talleres clandestinos.  En los mismos, unas 13 personas eran sometidas a la servidumbre y el hacinamiento. Los costureros estaban encerrados en cuartos muy pequeños con cama cuchetas sobre las que debían comer, ya que carecían de mesas y sillas. Los niños de esos costureros también eran sometidos.
Junto a la ONG La Alameda denunció a la empresa Cheeky y a Juliana Awada, esposa del Jefe de Gobierno, Awada ha tenido varias denuncias sospechada por reducción a la servidumbre y trabajo esclavo a través de talleres de costura clandestinos, ubicados en Buenos Aires que confeccionan prendas. La causa recayó en el juez Guillermo Montenegro quién sin embargo la sobreseyó, junto con su hermano, por lo que fue acusado de encubrimiento por diferentes medios. Guillermo Montenegro, dictó el sobreseimiento de los responsables de la firma. La resolución fue considerada “escandalosa”. Días más tarde del controvertido fallo Montenegro fue nombrado Ministro de Seguridad de la Ciudad de Buenos Aires.

## Políticas anti trata
En el año 2016 siendo legislador porteño, y como titular de la Comisión Especial de Trata de Personas y delitos conexos, presentó un proyecto de ley por medio del cual se eliminó la figura denominada "Clase A" con régimen de alternadoras, por la cual se habilitaban locales dedicados al proxenetismo y explotación sexual. Cabe mencionar que estos locales ya se encontraban prohibidos en todo el territorio nacional por la conocida ley 12.331 del año 1936. El proyecto de ley, oportunamente presentado y votado por la mayoría de los bloques que conformaban el arco político, tuvo entre sus fundamentos el criterio abolicionista que rige nuestro país a través de la mencionada ley 12.331, la Convención Americana sobre Derechos Humanos, la Convención sobre la Eliminación de todas las Formas de Discriminación contra la Mujer, la Convención para la Represión de la Trata de Personas y de la Prostitución Ajena, el Protocolo para Prevenir, Reprimir y Sancionar la Trata de Personas Especialmente Mujeres y Niños, que complementa la Convención de las Naciones Unidas contra la Delincuencia Organizada Transnacional, entre otros instrumentos que fueron ratificados por la República Argentina y que tienen actualmente plena vigencia. 
Un informe realizado por Amnistía Internacional[Amnistía_Internacional] reveló el impacto real hacia las personas que ejercían la prostitución en los prostíbulos clausurados tras la aplicación de la ley, que lejos de dar fin a su actividad solo terminó por arrojar a un sector precarizado a un hostigamiento constante de las fuerzas armadas. La cual comprendía desde el hurto de objetos en los apartamentos donde se realizaban dichos allanamientos, la tortura a través de golpizas y/o abusos sexuales, hasta el cobro de coimas y el arresto de personas que ejercían la prostitución.
En mayo de 2020 en el marco del COVID-19 la UTEP (Unión de los trabajadores y trabajadoras de la economía social) en conjunto con el Ministerio de desarrollo social lanzó un formulario para registrar a los trabajadores de la economía popular y poder brindar derechos laborales, seguridad social y capacitaciones. Por primera vez, estuvo incluida la categoría de las trabajadoras sexuales. Pero en cuestión de horas el mencionado formulario fue eliminado, negando el acceso a derechos laborales a las trabajadoras sexuales.

## Trayectoria política

### Frente Amplio UNEN
Pino Solanas y Elisa Carrió le propusieron a Gustavo Vera ser legislador de la Ciudad Autónoma de Buenos Aires por la coalición UNEN. La Alameda resolvió orgánicamente aceptar el ofrecimiento y acompañar a su titular Gustavo Vera como primer candidato. Con el 24% de los votos de los vecinos y vecinas de la Ciudad de Buenos Aires, Vera fue consagrado Legislador para el período 2013 - 2017. Ya siendo Legislador creó la primera Comisión Especial contra la Trata de Personas en el ámbito legislativo.
En la actividad parlamentaria estuvo entre los cinco legisladores más activos, con pedidos de informes al gobierno de la Ciudad y con la elaboración de proyectos de ley. Entre los más destacados aparecen la Ley 5639 para el cierre de boliches de Clase C, donde se ocultan bajo la figura de "alternadoras" el negocio de los prostíbulos, y el de fijar todos los 22 de marzo como el Día del Recolector de Residuos en homenaje al trabajador Maximiliano Acuña, quien mientras hacía esa tarea fue alcanzado por un conductor alcoholizado consecuencia de lo cual tuvieron que amputarle ambas piernas. Además, en 2014 presentó un proyecto para que los legisladores bajaran su sueldo y quedaran equilibrados con el salario de un director de escuela u hospital, pero perdió por 47 votos a 4. 
Durante la campaña electoral de 2013, el diputado Gustavo Vera prometió donar parte de su sueldo como legislador a organizaciones sociales, educativas, deportivas y religiosas para devolverle, de esta manera, el dinero a la sociedad. Y así lo hizo. Al punto que donó un millón y medio de pesos. Esto le valió el reconocimiento del papa Francisco quien dijo que "donar el sueldo no es mera caridad, es justicia" y que los políticos deben actuar como ejemplo. El legislador contó que se siente "orgulloso" por su labor y reveló cuál es el motor de sus acciones: tres consejos que le dio "su amigo" el Papa. Y detalló: «El primero es que cuando vaya subiendo la escalera salude a todos los que están en el camino porque van a ser los mismos que voy a ver cuando vuelva. El segundo fue que nunca vas a ver un camión de mudanzas detrás de un cortejo fúnebre y el tercer consejo que me dio fue que cuando uno llega más alto y más responsabilidad te da la sociedad más humilde y más bajo tenés que estar, es decir, servir al pueblo». 
Gustavo Vera rompió con UNEN cuando Carrió comenzó a promover un acercamiento al PRO liderado por Mauricio Macri. Vera fundó su partido Bien Común que en un frente con el partido CET y la Democracia Cristiana participaron de las paso municipales del 2015.
En el 2016 fue junto a Felipe Solá uno de los fundadores de la mesa "Laudato Si y Proyecto Nacional" en la que participaban Pino Solanas, Julian Dominguez, Gustavo Menendez, Gabriel Katopodis, Héctor Daer y Rodolfo Daer, Omar Plaini, Andres Rodriguez, Pablo Michelli, Alicia Pierini, Eduardo Valdés, entre otros y que promovía la unidad del campo popular en base a los preceptos de la encíclica socio ambiental Laudato Si y el modelo nacional de Perón. También impulso mesas interinstitucionales contra la trata y el crimen organizado con los intendentes de Merlo, Marcos Paz, Esteban Echeverría, Almirante Brown, Cañuelas, Junin y Olavarria. En dichas mesas participaban jueces, fiscales, concejales y organizaciones de la sociedad civil de cada jurisdicción y se planificaban conjuntamente mapas del delito y propuestas para combatir el crimen organizado.
En el 2016 fue organizador del encuentro internacional de jueces contra la trata y el crimen organizado en la Academia Pontificia de Ciencias; de un segundo encuentro con la misma temática pero de juezas; de un encuentro de Alcalde a favor de los refugiados e incluso colaboró activamente con el gobernador de San Luis, Alberto Rodriguez Saa, en la recepción de familias sirias refugiadas y contenidas en esa provincia.
Al ser designado presidente de la Comisión contra la Trata de Personas de la Legislatura de la Ciudad de Buenos Aires la Comunidad Homosexual Argentina (CHA) realizó una presentación. Marcelo Suntheim, fiscalizador de la CHA, leyó en la reunión de la Comisión, el informe y pidió que se difundieran copias a cada uno/a de los/as integrantes de la Comisión contra la Trata de Personas.El 26 de junio de 2013, la CHA ya había presentado el pedido de impugnación.
Respecto a la mencionada impugnación presentada por una de las entidades que agrupan a la vasta y rica comunidad GLTBI en Argentina, la Fundación Alameda oportunamente hizo pública su respuesta, acusando a la impugnación en primer término de "falsa, maliciosa e improcedente tanto en su forma como en su contenido". Al mismo tiempo que ratifico que todas las denuncias se realizaron en el marco de la violación a la ley de profilaxis únicamente. En el texto se detalla que el local en cuestión (a raíz del cual se presenta la impugnación) contaba en su haber con cuatro clausuras, un proceso de revocación de habilitación por las numerosas infracciones y una causa penal en el fuero federal que lo involucra".

### Partido y Movimiento Bien Común
El 3 de septiembre de 2014 Gustavo Vera abandonó UNEN y creó un nuevo partido político denominado Bien Común que aún no ha sido reconocido por la Justicia Electoral. El nombre del partido está inspirado en una frase del ex arzobispo de Buenos Aires,y futuro pontifice Jorge Bergoglio, que mantiene una relación cercana con el legislador porteño. "El poder es bien común. Cuando es bien propio es corrupción", fueron las palabras del Papa. Poco después, el 15 de diciembre de 2014 se postuló como precandidato a Jefe de Gobierno de la Ciudad Autónoma de Buenos Aires.
Este movimiento es un frente político conformado inicialmente entre la ONG La Alameda -cuyo titular es Vera-, el Partido de la Cultura, la Educación y el Trabajo (CET) (impulsado por la CGT) que lidera localmente el sindicalista judicial Julio Piumato, el Partido Demócrata Cristiano que conduce Carlos Traboulsi y el Partido de la Seguridad Social. Como las elecciones locales están desdobladas de las nacionales, su partido no apoyará ningún candidato a presidente.
En las PASO porteñas obtuvo como precandidato a Jefe de Gobierno obtuvo un 0.60% de los votos quedando inhabilitado a presentarse en las generales de octubre al no obtener el 1.5% de los votos mínimos necesarios. 

### Peronismo para el Bien Común
En junio de 2017, Vera fue uno de los impulsores de "Unidad Porteña" a partir de la cual comenzó a reunificarse toda la oposición peronista y de centro izquierda de la ciudad. Se presentó como precandidato a legislador porteño con el objeto de renovar su banca y participar de las elecciones internas del Partido Justicialista de la Ciudad de Buenos Aires donde integró un frente electoral junto con Guillermo Moreno, exsecretario de Comercio Interior de la Nación. En las primarias del 14 de agosto obtuvo el 13,51% de los votos del frente Unidad Porteña frente al 75,34% de la fórmula encabezada por Daniel Filmus y no pudo asegurarse un lugar en la lista al no obtener el mínimo que habían preestablecido los integrantes de la alianza.

### Frente Multisectorial 21F
Durante el 2018, Gustavo Vera fue el fundador y coordinador nacional del Frente Multisectorial 21F (en alusión a la manifestación de medio millón de personas del 21 de febrero de ese año contra las políticas de ajuste de Mauricio Macri. Del frente participan actualmente 1800 organizaciones de base sindicales, sociales, políticas y vecinales de Ushuaia a la Quiaca, quienes elaboraron un programa colectivo y unificaron la resistencia contra los tarifazos y el ajuste y fueron protagonistas decisivos en los cuatro paros generales que se desarrollaron entre el 2018 y 2019 convocados por el Frente Sindical y las CTAs y por la CGT.
Desde marzo de 2020 se desempeña como titular del "Comité Ejecutivo de Lucha contra la Trata de Personas y para la Protección y Asistencia a sus Víctimas" creado por la ley 26.842, el cual funciona en el ámbito de Jefatura de Gabinete de Ministros de la Nación.

## Polémicas
En noviembre de 2024, Gustavo Vera, presidente de la Fundación La Alameda, realizó denuncias relacionadas con la desaparición de Loan Peña Vera había denunciado al gobernador de Corrientes, Gustavo Valdés, y a otros funcionarios por una supuesta red de trata en la región. Posteriormente en una denuncia paralela contra el gobernador Correntino el fiscal Guillermo Marijuan presentó una acusación en Comodoro Py junto a otros funcionarios de la provincia por encubrimiento, abuso a la autoridad y violación en los deberes de funcionario público.La denuncia incluyo al senador Diego Pellegrini de la Coalición cívica, al exministro de Seguridad correntino, Buenaventura Duarte, al actual ministro de Seguridad de la provincia, Alfredo Vallejos, y a los comisarios generales Alberto Molina y Jorge Cristaldi

La Fundación La Alameda, dirigida por Vera, es una organización no gubernamental argentina que lucha contra la trata de personas, el trabajo esclavo, la explotación infantil, la prostitución y el narcotráfico. La organización ganó reconocimiento nacional e internacional por sus denuncias y acciones contra talleres clandestinos y prostíbulos manejados por figuras de poder.